# Dals-Eds kyrka
Dals-Eds kyrka är kyrkobyggnad som tillhör Dals-Eds församling i Karlstads stift. Kyrkan ligger i centralorten Ed i Dals-Eds kommun.

## Kyrkobyggnaden
Förra kyrkan på platsen var en stenkyrka uppförd på 1728 vilken i sin tur ersatte en kyrka från medeltiden. Murarna från medeltidskyrkan kan möjligen ha återanvänts. Ett vapenhus tillkom senare på 1700-talet och 1797 uppfördes ett kyrktorn.
Åren 1861-1864 uppfördes nuvarande kyrka, då tidigare kyrktorn behölls. Kyrkan består av ett långsträckt långhus med tresidigt kor i öster där sakristian är inrymd. Vid långhusets västra kortsida finns kyrktornet med vapenhus och ingång. Ytterligare ingångar finns mitt på långhusets södra och norra sidor samt på sakristians östra sida. Långhuset har ett sadeltak som är valmat över koret. Alla tak är täckta med skiffer.
Kyrkorummets innertak har trätunnvalv med lackad panel från 1950.

## Inventarier
- Dopfunt i grå, något flammig täljsten från 1200-talet. Höjd 93 cm i två delar. Cuppan är nästan cylindrisk med rik ornamentik. Överst en rundstav och nederst en repstav. Däremellan växtrankor i ett flätmönster och i spiraler. Foten med skaft är mycket ovanligt utformad. Uttömingshål i funtens mitt. Endast mindre skador.[1]
- Ovanför dopfunten hänger en malmkrona från 1706.
- Altaruppsatsen är utförd 1950 av bildhuggaren Erling Valldeby.
- Predikstolen är utformad i så kallad provinsiell barock och är enligt uppgift tillverkad 1710 av enligt uppgift gjord av bildhuggaren Nils Falk.

### Orglar
- Till kyrkans invigning levererades en orgel av  Paul Kristian Brantzeg, Oslo med 13 stämmor, en manual och pedal: Bordun 16, Prinsipal 8, Bordun 8, Fugara 8, Gamba 8, Octav 4, Kvint 2 2/3, Octav 2, Cornette 3 k, Trompet 8, Pedal: Subbas 16, Bordun 8, Basun 16. Orgeln byggdes om år 1916 av  Johannes
- Magnusson, Göteborg och utökades till 17 stämmor, två manualer och pedal. Den byggdes om på nytt 1960 av Lindegren Orgelbyggeri AB, Göteborg, då den försågs med nytt elektriskt system för traktur och registratur i ett nytt spelbord samt utökades till 22 stämmor, två manualer och pedal. Nuvarande disposition:

| Huvudverk I        | Svällverk II        | Pedal                  | Koppel |
| Borduna 16´ 1864   | Rörflöjt 8´ 1916    | Subbas 16´ (tr I) 1864 | I/P    |
| Principal 8´ 1864  | Principal 4´ 1960   | Oktava 8´ 1960         | II/P   |
| Gedackt 8´ 1864    | Spetsflöjt 4´ 1960  | Gedackt 8´ (tr I) 1864 | II/I   |
| Oktava 4' 1864     | Svegel 2' 1960      | Oktava 4' 1960         |        |
| Kvinta 2 2/3' 1864 | Larigot 1 1/3' 1960 | Nachthorn 2' 1960      |        |
| Oktava 2' 1864     | Scharff 3 kor 1960  | Mixtur 5 kor 1960      |        |
| Mixtur 4 kor 1960  | Oboe 8' 1916        | Basun 16' 1864         |        |
| Trumpet 8' 1916    | Crescendosvällare   |                        |        |

#### Kororgel
- En mekanisk kororgel med ljudande fasad levererades 1974 av Lindegren Orgelbyggeri AB, Göteborg. Den har sex stämmor fördelade på manual och pedal. Alla stämmor är delade mellan b0 och h0 och orgeln har ett tonomfång på 56/30.[2]

| Manual            | Pedal   | Koppel |
| Rörgedackt 8'     | Bihängd |        |
| Principal 4'      |         |        |
| Täckflöjt 4'      |         |        |
| Valdflöjt 2'      |         |        |
| Kvinta 1 1/3'     |         |        |
| Mixtur 2 kor      |         |        |
| Crescendosvällare |         |        |